# 瑞芝焼
瑞芝焼（ずいしやき）は和歌山県和歌山市で焼かれる陶器である。鈴丸焼・滅法谷（めっぽうたに）焼ともよばれる。「瑞（みずみずしい）芝」という銘が表すとおり、透明感のある青緑色が特色。中国龍泉窯の流れを汲む。
寛政8年（1796年）に岡崎屋阪上重次郎が紀州藩の官許を受けて和歌山市畑屋敷新道町(旧鈴丸町)藻屑川のほとりで開窯、享和元年（1801年）滅法谷に窯を移して滅法谷焼とも呼ばれた。
享和元年（1801年）には紀州徳川家十代藩主徳川治寶に芝の緑色を表現した青磁を焼くように命じられ、京都の名工、青木目米（あおきもくべえ）の指導を受けながら大成した。「瑞芝」の銘は、緑の発色に満足した治寶が名づけたという。以後は藩の御用窯となり、男山焼や偕楽園焼と共に藩を代表する窯として発展を遂げた。窯場には黒の総漆に金の御紋が付いた藩主専用の御成門があったという。
明治維新により藩の庇護（ひご）を失うと衰退し、1874年（明治7年）に三代目阪上重次郎の代に廃窯。だが五代目が美濃焼の梅平窯で修行し、地元に帰り1973年市内善明寺にて築窯、徳川時代の作品や北宋、南宋の釉薬を研究、研鑽し、復興に有り付け、現在に至る。